# Каппелла-де-Піченарді
Каппелла-де-Піченарді (італ. Cappella de' Picenardi) — муніципалітет в Італії, у регіоні Ломбардія,  провінція Кремона.
Каппелла-де-Піченарді розташована на відстані близько 410 км на північний захід від Рима, 90 км на схід від Мілана, 17 км на схід від Кремони.
Населення — 432 особи (2014).

## Демографія
Населення за роками:

Станом на 1 січня 2023 року в муніципалітеті офіційно проживало 88 іноземців з 9 країн, серед них 14 громадян країн Євросоюзу.

## Сусідні муніципалітети
- Ка-д'Андреа
- Чиконьоло
- Деровере
- Пескароло-ед-Уніті
- Пессіна-Кремонезе
- П'єве-Сан-Джакомо
- Торре-де'-Піченарді